# Christiaan Karel Hoffmann

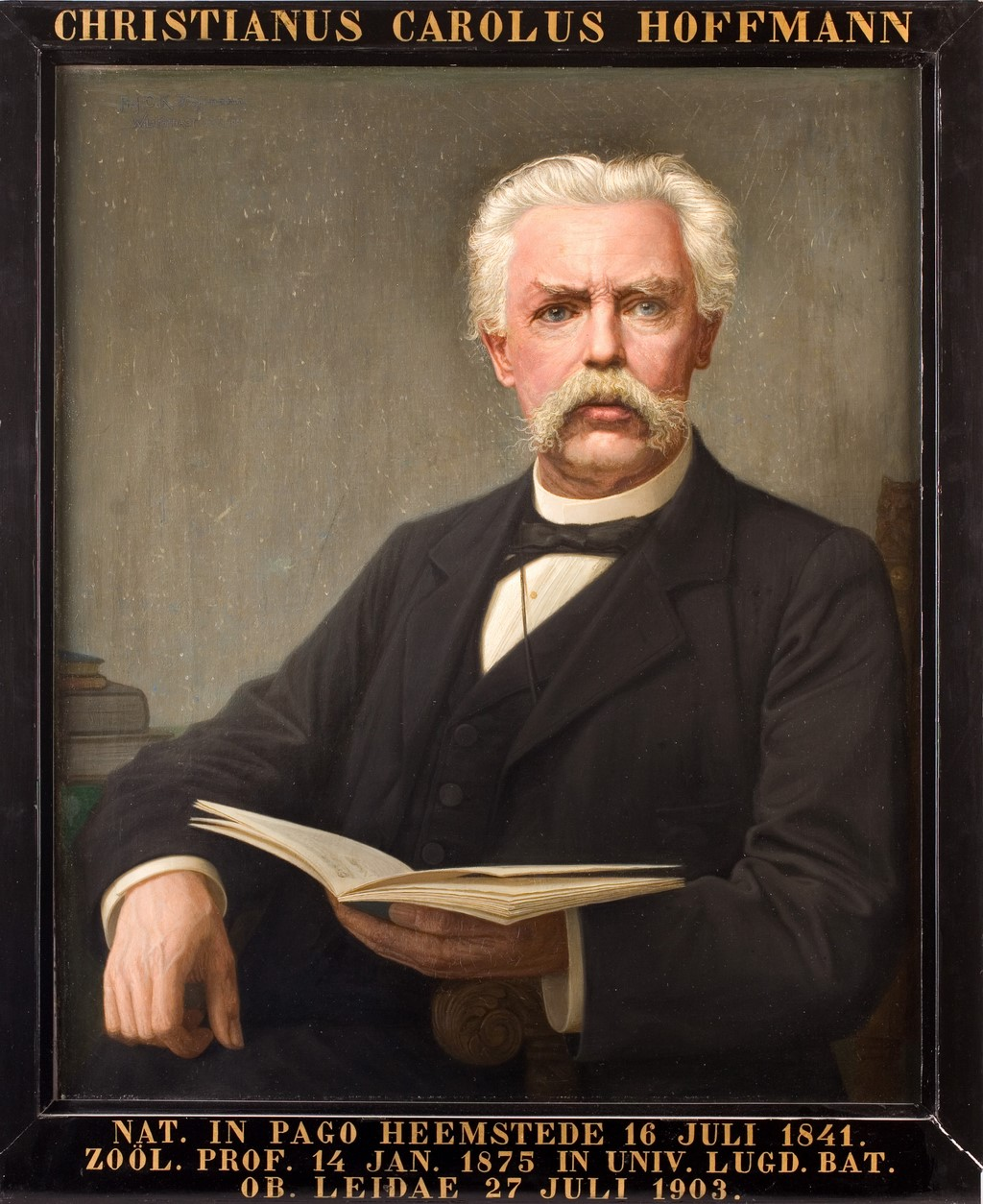
Christiaan Karel Hoffmann (Universität Leiden)

Christiaan Karel Hoffmann (* 16. Juli 1844 in Heemstede; † 27. Juli 1903 in Leiden) war ein niederländischer Arzt und Zoologe.

## Leben und Wirken
Hoffman  war der Sohn von Godlieb Hoffman und dessen Frau Carolijne Francoise Westenberg. Er hatte die Schulen in Haarlem und 1859 das Athenaeum Illustre Amsterdam besucht. Nach einem Studium der Medizin an der Universität Utrecht, promovierte er dort 1866 zum Doktor der Medizin mit der Arbeit Over den anatomischen bouw van het reukslijmvlies. Nach Studien an der  Universität Göttingen, erwarb er sich dort 1871 mit der Arbeit über den Körperbau von Stachelhäutern unter dem Titel Zur Anatomie der Echinen und der Spatangen den akademischen Grad eines Doktors der Philosophie. Anschließend arbeitete er als Arzt in der Irrenanstalt Meerenberg bei Haarlem und danach als Prosektor in Amsterdam und Leiden. 
Im August 1872 wurde er zum Kurator für Wirbellose am Rijksmuseum van Natuurlijke Historie in Leiden ernannt, nachdem der Posten durch den Tod von Jan Adrianus Herklots vakant wurde. 1874 beendete er seine Karriere am Museum und ersetzte Emil Selenka, der im April 1874 eine Professur in Erlangen antrat. Er hatte am 3. November 1874 eine Berufung  als Professor für Zoologie, vergleichende Anatomie und Physiologie an der Universität Leiden erhalten. Dieses Amt trat er mit der Rede Over de arbeidsverdeeling en ontwikkeling in de natur am 14. Januar 1875 an. Sein Nachfolger am Rijksmuseum van Natuurlijke Historie wurde Johannes Govertus de Man (1850–1930). 
Hoffmanns Forschungsschwerpunkte waren die Vergleichende Anatomie, die Morphologie und die Ontogenese sowohl von Wirbeltieren als auch von Wirbellosen. In seiner Zeit als Kurator verfasste er ein Werk über die Krustentiere und Stachelhäuter Madagaskars. 1890/91 amtierte er als Rektor der Universität Leiden. Am 4. Mai 1874 wurde er Mitglied der königlich niederländischen Akademie der Wissenschaften und wurde Ritter des Ordens vom niederländischen Löwen. Im Jahr 1892 wurde er zum Mitglied der Leopoldina gewählt.  
Hoffmann war verheiratet mit Alijdia Reijnders.

## Werke (Auswahl)
- Onderzoekingen over den anatomischen bouw van de membrana olfactoria en het peripherische uiteinde van den nervus olfactorius, 1866
- Die Osteologie und Myologie von Sciurus vulgaris L. verglichen mit der Anatomie der Lemuriden und des Chiromys, und ueber die Stellung des letzteren im natürlichen Systeme, 1870
- Zur Anatomie der Echinen und Spatangen, 1871
- Beiträge zur vergleichenden Anatomie der Wirbeltiere, 1872
- H. G. Bronns Klassen und Ordnungen des Tierreichs: Bd. 6. Wirbeltiere. Amphibien, 1873
- Bijdrage tot de Kennis der Morphologie van den Schouder: gordel in het borstbeen bij Reptilien, Vogels, zoogdieren en den mensch, 1879
- Untersuchungen über den Bau und die Entwicklungeschichte der Hirudineen, 1880
- Zur Ontogenie der Knochenfische, 1881
- Die Bildung des Mesoderms, die Anlage der Chorda Dorsalis, und die Entwickelung des Canalis Neurentericus bei Vogelembryonen, 1883
- Schlangen und Entwicklungsgeschichte der Reptilien, 1890
- Eidechsen und Wasserechsen, 1890
- Zur Entwicklungsgeschichte des Sympathicus: Die Entwicklungsgeschichte des Sympathicus bei den Selachiern (Acanthiasvulgaris), 1900

## Weblink
- Datensatz bei der königlich niederländischen Akademie der Wissenschaften

| Personendaten    | Personendaten                     |
| ---------------- | --------------------------------- |
| NAME             | Hoffmann, Christiaan Karel        |
| ALTERNATIVNAMEN  | Hoffmann, C. K.                   |
| KURZBESCHREIBUNG | niederländischer Arzt und Zoologe |
| GEBURTSDATUM     | 16. Juli 1844                     |
| GEBURTSORT       | Heemstede                         |
| STERBEDATUM      | 27. Juli 1903                     |
| STERBEORT        | Leiden                            |